# Міжконтинентальний кубок з футзалу 2013
Міжконтинентальний кубок з футзалу 2013 (англ. 2013 Intercontinental Futsal Cup) — чотирнадцятий Міжконтинентальний кубок, і восьмий розіграш, який офіційно визнаний ФІФА. Усі ігри були зіграні у місті Ґрінсборо в Північній Кароліні, США. Турнір відбувався з 27 червня по 30 червня 2013 року.

## Регламент
Шість команд утворюють дві групи по три команди, найкращі команди цих групи грають у фіналі. Команди, які посіли другі місця у групах, розігрують третє і четверте місця, а команди, які посіли треті місця, розігрують п'яте та шосте місця.

## Учасники
| Клуб            | Конфедерація | Класифікований як                                        | Остання участь |
| --------------- | ------------ | -------------------------------------------------------- | -------------- |
| Карлус-Барбоза  | КОНМЕБОЛ     | Переможець Міжконтинентального кубка з футзалу 2012 року | 2012           |
| Інтеллі         | КОНМЕБОЛ     | Чемпіон Ліги футзалу 2012 року                           | Дебютант       |
| Ель Посо Мурсія | УЄФА         | Переможець Суперкубка Іспанії 2012 року                  | Дебютант       |
| Ворлд Юнайтед   | КОНКАКАФ     | Чемпіон США з футзалу 2012 року                          | 2007           |
| Динамо          | УЄФА         | Чемпіон Суперліги Росії 2012 року                        | Дебютант       |
| Глюкосорал      | КОНКАКАФ     | Представник КОНКАКАФ                                     | Дебютант       |

## Склади команд
Ворлд Юнайтед: Деніел Волтмен (воротар); польові гравці: 10. Хевертон (к), Енріке Товар, Неллі, Пабло, Лукас Стауффер
| Карлус-Барбоза | Карлус-Барбоза    | Карлус-Барбоза       |
| №              | Позиція           | Гравець              |
| -------------- | ----------------- | -------------------- |
| 1              | Воротар           | Баранья              |
| 2              | Захисник          | Родріго              |
| 3              | Вінгер            | Крістіан             |
| 4              | Вінгер            | Муньїн               |
| 5              | Захисник          | Венансіо             |
| 6              | Вінгер            | Даніель              |
| 7              | Нападник          | Флавіо               |
| 8              | Вінгер            | Жессе                |
| 9              | Вінгер            | Кевін                |
| 10             | Вінгер            | Луїзіньо             |
| 11             | Нападник          | Полетто              |
| 12             | Вінгер            | Андерсон             |
| 14             | Вінгер            | Адріано              |
| 16             | Вінгер            | Жонатан              |
| 17             | Захисник          | Жуліо                |
| 19             | Воротар           | Реннан               |
| 21             | Воротар           | Тадеу                |
| Б/н            | Головний тренер   | Пауло Сезар Муссалем |
| Б/н            | Начальник команди | Руді Вієйра          |

| Динамо | Динамо          | Динамо             |
| №      | Позиція         | Гравець            |
| ------ | --------------- | ------------------ |
| 1      | Воротар         | Геннадій Гарагуля  |
| 3      | Захисник        | Ромуло             |
| 4      | Захисник        | Олександр Рахімов  |
| 5      | Захисник        | Павло Кобзар       |
| 6      | Захисник        | Тату               |
| 7      | Нападник        | Олександр Фукін    |
| 8      | Захисник        | Нандо              |
| 9      | Захисник        | Сергій Сергєєв     |
| 10     | Нападник        | Пула               |
| 11     | Нападник        | Сіріло             |
| 12     | Воротар         | Густаво            |
| 13     | Нападник        | Дієгіньо           |
| 14     | Нападник        | Павло Сучілін      |
| 15     | Воротар         | Олексій Попов      |
| 18     | Нападник        | Фернандінью        |
| Б/н    | Головний тренер | Фаустіно Перес     |
| Б/н    | Тренер          | Маріо Навес        |
| Б/н    | Президент       | Андрій Губернський |

| Ель Посо Мурсія | Ель Посо Мурсія              | Ель Посо Мурсія      |
| №               | Позиція                      | Гравець              |
| --------------- | ---------------------------- | -------------------- |
| 2               | Вінгер-нападник              | Хуанпі               |
| 3               | Стоппер                      | Хосе Руїс            |
| 5               | Вінгер-нападник              | Лоло Суазо           |
| 6               | Нападник                     | Пауліньо             |
| 7               | Вінгер                       | Мігелін              |
| 9               | Вінгер-стоппер               | Бебе                 |
| 10              | Вінгер-нападник              | Алекс                |
| 12              | Воротар                      | Фабіо                |
| 13              | Стоппер                      | Кіке                 |
| 14              | Вінгер-стоппер               | Адрі                 |
| 15              | Воротар                      | Рафа                 |
| 16              | Воротар                      | Рауль                |
| 21              | Захисник-вінгер              | Грелло               |
| 23              | Воротар                      | Франклін             |
| Б/н             | Головний тренер              | Дуда                 |
| Б/н             | Тренер з фізичної підготовки | Хосе Луїс Мендоса    |
| Б/н             | Генеральний директор         | Фран Серрехон        |
| Б/н             | Президент                    | Хосе Антоніо Боларін |

| Глюкосорал | Глюкосорал                 | Глюкосорал                   |
| №          | Позиція                    | Гравець                      |
| ---------- | -------------------------- | ---------------------------- |
| 1          | Воротар                    | Меріда                       |
| 3          | Вінгер                     | Аґілар                       |
| 4          | Нападник                   | Гарсія                       |
| 4          | Захисник                   | Рафаель Гонсалес             |
| 5          | Захисник                   | Лопес                        |
| 6          | Вінгер                     | Арістондо                    |
| 7          | ?                          | Пабло Андрес Естрада Рамірес |
| 8          | Захисник                   | Пінеда                       |
| 9          | Нападник                   | Марвін Рене Сандоваль Прадо  |
| 10         | Вінгер                     | Асеведо                      |
| 11         | Нападник                   | Алан Хосуе Аґілар Алдана     |
| 12         | Воротар                    | Рамірес                      |
| 13         | Вінгер                     | Ескобар                      |
| 14         | Вінгер                     | Сантісо                      |
| 16         | Вінгер                     | Техада                       |
| 17         | Нападник                   | Мансілья                     |
| 19         | Вінгер                     | Енрікез                      |
| 20         | Вінгер                     | Хурадо                       |
| Б/н        | Президент                  | Херардо Паіз                 |
| Б/н        | Помічник головного тренера | Хайме Акіно                  |
| Б/н        | Персонал                   | Естрада                      |
| Б/н        | Персонал                   | Флорес                       |
| Б/н        | Персонал                   | Кастільйо                    |
| Б/н        | Персонал                   | Перес                        |

| Інтеллі | Інтеллі           | Інтеллі      |
| №       | Позиція           | Гравець      |
| ------- | ----------------- | ------------ |
| 3       | Захисник          | Лаванхолі    |
| 4       | Вінгер            | Уеслі        |
| 5       | Захисник          | Сісо         |
| 7       | Захисник-нападник | Маріньо      |
| 8       | Вінгер            | Кайо         |
| 9       | Нападник          | Же           |
| 10      | Вінгер            | Кабреува     |
| 11      | Вінгер            | Аугусто      |
| 12      | Вінгер            | Фалькао      |
| 13      | Вінгер            | Дарлан       |
| 14      | Вінгер            | Рубіньо      |
| 15      | Захисник          | Жунай        |
| 19      | Воротар           | Гітта        |
| 20      | Воротар           | Ді Фанті     |
| 21      | Воротар           | Лео Олівейра |
| 22      | Нападник          | Сіное        |
| 29      | Нападник          | Пескосу      |
| 77      | Вінгер            | Вінісіус     |

## Місце проведення
У минулому Ґрінсборо (Північна Кароліна, США) було відоме текстильною промисловістю, млинами, заводами і «блакитними комірцями». Сьогодні місто стало відоме як «Tournament Town» (місто турніру) через велику кількість турнірів, які воно приймало.
| Ґрінсборо         |
| Колізей Ґрінсборо |
| Місткість: 23000  |
|                   |
| Ґрінсборо (США)   |

## Груповий етап
|  | Команди, що пройшли у фінал |

### Група A
| Команда         | О | І | В | Н | П | ГЗ | ГП | РМ  |
| --------------- | - | - | - | - | - | -- | -- | --- |
| Карлус-Барбоза  | 4 | 2 | 1 | 1 | 0 | 11 | 4  | +7  |
| Ель Посо Мурсія | 4 | 2 | 1 | 1 | 0 | 11 | 4  | +7  |
| Ворлд Юнайтед   | 0 | 2 | 0 | 0 | 2 | 4  | 18 | -14 |

| 27 червня 17:30 |

| Карлус-Барбоза                                       | 9 − 2 (2 - 0)  | Ворлд Юнайтед |
| ---------------------------------------------------- | -------------- | ------------- |
| Луїзіньо - 3, Даніель - 2, Родріго, Флавіо, Андерсон | Протокол(рос.) | Неллі, Пабло  |

| Колізей Ґрінсборо, Ґрінсборо |

| 28 червня 17:30 |

| Ворлд Юнайтед | 2 − 9 (1 - 2)  | Ель Посо Мурсія                                               |
| ------------- | -------------- | ------------------------------------------------------------- |
| ? 7' Хевертон | Протокол(рос.) | Мігелін - 2, Фабіо 22', Алекс 25', ?', Бебе - 2, Адрі, Хуанпі |

| Колізей Ґрінсборо, Ґрінсборо |

| 29 червня 16:30 |

| Ель Посо Мурсія     | 2 − 2 (2 - 0)  | Карлус-Барбоза          |
| ------------------- | -------------- | ----------------------- |
| Мігелін 2' Адрі 11' | Протокол(рос.) | Флавіо 25' Луїзіньо 35' |

| Колізей Ґрінсборо, Ґрінсборо |

### Група B
| Команда    | О | І | В | Н | П | ГЗ | ГП | РМ  |
| ---------- | - | - | - | - | - | -- | -- | --- |
| Динамо     | 6 | 2 | 2 | 0 | 0 | 14 | 4  | +10 |
| Інтеллі    | 3 | 2 | 1 | 0 | 1 | 10 | 8  | +2  |
| Глюкосорал | 0 | 2 | 0 | 0 | 2 | 3  | 15 | -12 |

| 27 червня 20:00 |

| Інтеллі                                 | 7 − 2 (3 - 0)  | Глюкосорал                   |
| --------------------------------------- | -------------- | ---------------------------- |
| Же - 3, Фалкао, Аугусто, Вінісіус, Кайо | Протокол(рос.) | Вальтер Енріке, Біллі Пінеда |

| Колізей Ґрінсборо, Ґрінсборо |

У  Глюкосораля травму отримав Рафаель Гонсалес
| 28 червня 20:00 |

| Глюкосорал | 1 − 8 (1 - 4)  | Динамо                                        |
| ---------- | -------------- | --------------------------------------------- |
| Аґілар     | Протокол(рос.) | Фернандінью - 4, Ромуло, Фукін, Пула, Сучілін |

| Колізей Ґрінсборо, Ґрінсборо |

Вилучення: Ескобар
| 29 червня 19:00 |

| Динамо                                                        | 6 − 3 (5 - 3)  | Інтеллі                                           |
| ------------------------------------------------------------- | -------------- | ------------------------------------------------- |
| Фернандінью 3', 34' Ромуло 10', 16' Тату 14' (10м) Сіріло 14' | Протокол(рос.) | Фалкао 10' (пен.), 14' (пен.) Вінісіус 12' (10 м) |

| Колізей Ґрінсборо, Ґрінсборо |

## Фінальний етап

### Матч за 5-тє місце
| 30 червня 11:30 |

| Ворлд Юнайтед | 4 − 8 (2 - 2)   | Глюкосорал      |
| ------------- | --------------- | --------------- |
|               | Протокол (рос.) | Мансілья - 4, ? |

| Колізей Ґрінсборо, Ґрінсборо |

### Матч за 3-тє місце
| 30 червня 14:00 |

| Ель Посо Мурсія             | 2 − 4 (1 - 2)   | Інтеллі                             |
| --------------------------- | --------------- | ----------------------------------- |
| Пауліньо 14' Лоло Суазо 18' | Протокол (рос.) | Фабіо 14' (аг) Же 27' Кайо 39', 40' |

| Колізей Ґрінсборо, Ґрінсборо |

### Фінал
| 30 червня 16:30 |

| Карлус-Барбоза | 1 − 5 (1 - 1)   | Динамо                                   |
| -------------- | --------------- | ---------------------------------------- |
| Жонатан 5'     | Протокол (рос.) | Фернандінью 14', 38', 38' Нандо 37', 39' |

| Колізей Ґрінсборо, Ґрінсборо |

## Переможець
| Переможець          |
| ------------------- |
| Динамо Перший титул |